# Proscopiomima consobrina
Proscopiomima consobrina är en insektsart som först beskrevs av Rehn, J.A.G. 1952.  Proscopiomima consobrina ingår i släktet Proscopiomima och familjen Morabidae. Inga underarter finns listade i Catalogue of Life.